# Veðrafjall
Veðrafjall är ett berg i republiken Island. Det ligger i regionen Austurland, 300 km öster om huvudstaden Reykjavík.
Trakten runt Veðrafjall är nära nog obefolkad, med mindre än två invånare per kvadratkilometer. Närmaste större samhälle är Höfn, omkring 18 kilometer sydväst om Veðrafjall. Trakten runt Veðrafjall består i huvudsak av gräsmarker.